# Ostuni
Ostuni és un municipi italià, situat a la regió de la Pulla i a la província de Bríndisi. També se l'anomena Ciutat Blanca degut al seu característic nucli antic, que abans estava completament pintat amb calç blanca, malgrat avui ho estigui només parcialment.

## Història
Habitat des de temps prehistòrics, el territori d'Ostuni va ser ocupat al voltant del 1000 aC pels iapigis i els messapis. La ciutat va ser destruïda per Hanníbal a la Segona Guerra Púnica, reconstruïda pels colons grecs i, en els segles següents, ocupada per Ostrogots i Longobards, Sarraïns, Sueus i Normands. El 1507 fou annexionat al ducat de Bari d'Isabel d'Aragó. Durant gairebé els dos segles de dominació espanyola, els ciutadans d'Ostuni varen intentar oposar-se a aquesta, fins que en 1799 es va proclamar ciutat lliure i republicana. El Congrés de Viena va marca el retorn dels Borbó, però també el ressorgiment de les seccions dels Carbonaris i després de Giovane Italia. El 26 d'agost de 1860, pocs dies després de la sortida de Garibaldi de Messina, Ostuni -la primera ciutat de la Pulla- va llevar l'escut d'armes borbònic i va aixecar la bandera italiana.

## Llocs d'interès

### Nucli antic

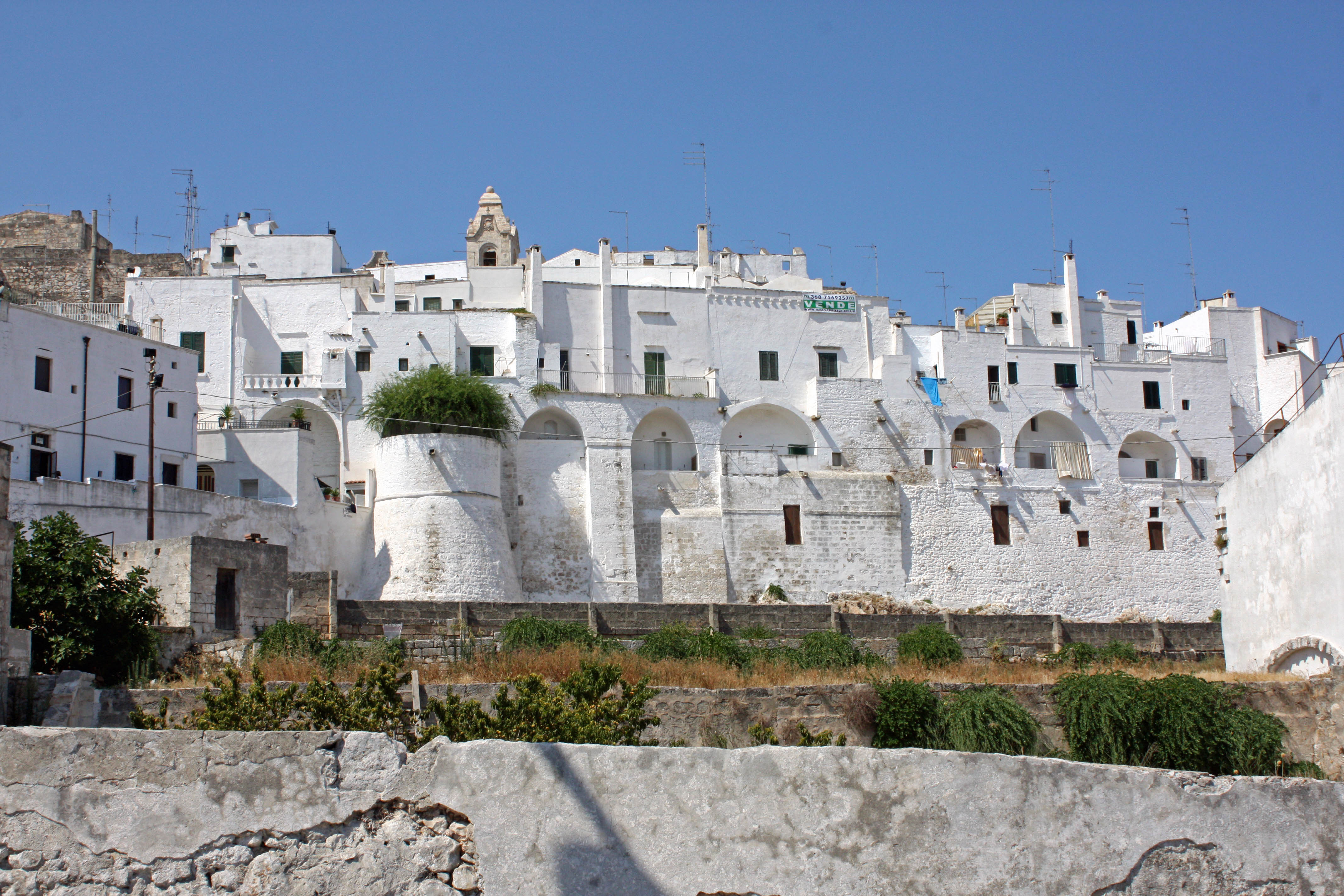
Ostuni amb el mur que envolta el nucli antic

El borgo antico ('nucli antic' en català) s'alça sobre les costats d'un turó i té una planta el·lipsoïdal, clarament expressat pels murs que l'envolten reforçat per les torres aragoneses. N'hi ha vuit de les quinze originals, així com bona part dels baluards que tancaven la ciutat medieval. Ostuni és un embull fascinant de carrers estrets i sinuosos, una successió de patis, places i carrers. L'únic camí que realment arriba al cim del "con" i que divideix el nucli antic en dues parts és la via Cattedrale, mentre que tots els altres que es creuen són carrerons sense sortida o escales estretes i escarpades. Hi ha cases cúbiques, sovint excavades a la roca, connectades per arcs i semi-arcs que serveixen de contraforts i suport. Al cim del turó es troba la Catedral, admirable síntesi d'elements romànics, gòtics i venecians, amb vistes al pla d'oliveres centenàries i a la mar.

### La Catedral

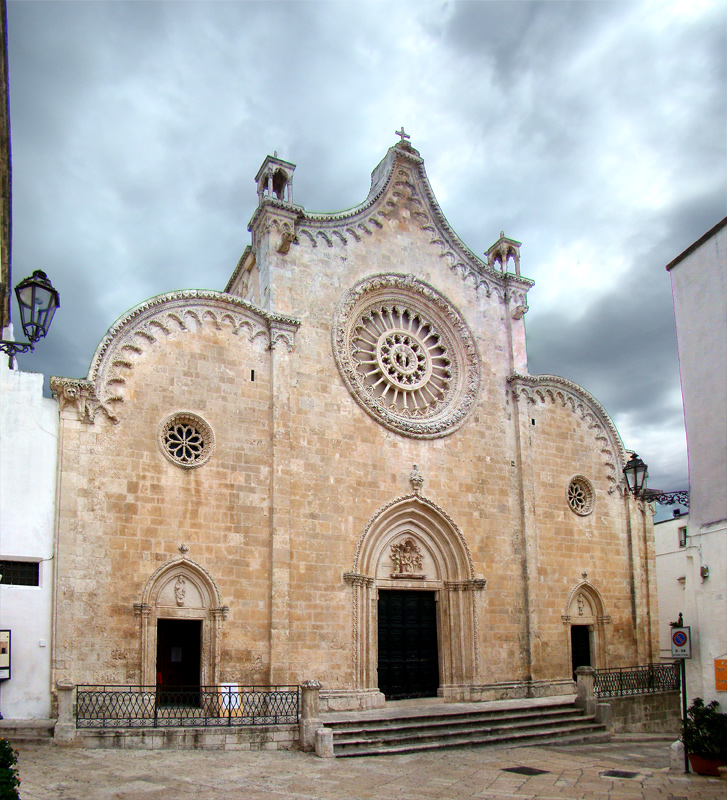
Catedral d'Ostuni

La Cattedrale es troba al centre històric d'Ostuni, al cim del turó de la ciutat, data del segle XV i està dedicada a Santa Maria de l'Assumpció. És monument nacional des de 1902.
Restaurada a finals del segle xv, després d'un fort terratrèmol, la catedral mostra la seva majestuosa façana amb tres portals, coronats per tres rosetes, de les quals destaca la central, amb 24 raigs formats per columnes i arcs i al centre la figura de Crist, envoltat dels apòstols a la part exterior de la roseta i de set caps de querubins a la part inferior. Crist sosté la Terra com a senyal de protecció.
L'interior té una planta en creu llatina, i està dividida en tres naus separades per a una arcada amb 5 columnes. La nau central té, emmarcades al sostre, tres pintures del segle XVIII amb escenes de la vida de Jesús. Igualment conté pintures dedicades al patró Sant'Oronzo i al martiri de Sant Blai.